# HMAS Griffioen

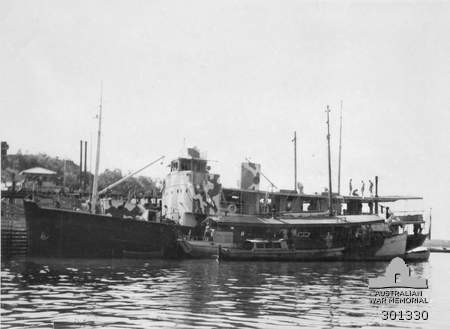
HMAS „Griffioen” (mniejszy okręt) stojący przy burcie HMAS „Southern Cross” w Darwin 8 lipca 1942

HMAS „Griffioen” (FY25) – holenderski lugier w okresie II wojny światowej służący jako okręt pomocniczy w Royal Australian Navy.

## Historia
Pojemność brutto brutto statku wynosiła około 40 GT. Jednostka była napędzana silnikiem o mocy 45 KM, co przy użyciu samego silnika pozwalało jej osiągnąć prędkość sześciu węzłów.
„Griffioen” przybył do Darwin 4 maja 1942. Na jego pokładzie znajdowała się grupa żołnierzy australijskich i holenderskich, którzy ewakuowali się z Saumlaki na Wyspach Tanimbar w obliczu japońskiego ataku.  W czasie podróży użyto oleju kokosowego zamiast oleju opałowego do silnika łodzi.  Uciekinierzy poinformowali, że wyspy Tanimbar i Aru nie zostały jeszcze zajęte przez Japończyków. Pozwoliło to na zorganizowanie misji ewakuacyjnej z tychże wysp, w której wziął udział HMAS „Warrnambool”.
Tuż po przybyciu do Darwin statek został zarekwirowany przez RAN. Do służby wszedł już jako HMAS „Griffioen” (FY25) 25 maja 1942.  Jako okręt RAN-u został uzbrojony w pojedynczy karabin maszynowy Vickers kalibru 7,7 mm.  Podobnie jak większość z zarekwirowanych przez RAN lugrów „Griffioen” służył głównie jako pomocniczy okręt zaopatrzeniowy i transportowy.
30 maja okręt został zwrócony holenderskiej Koninklijke Marine (według innego źródła został przekazany do United States Navy).